# Лесовозная дорога
Лесово́зная доро́га — дорога, предназначенная для вывозки с лесосеки древесины (хлыстов, деревьев, круглых сортиментов, к местам переработки и временного хранения, а также перевозки грузов в пределах зоны деятельности лесозаготовительного предприятия.
По виду подвижного состава, лесные дороги подразделяются на:
- рельсовые;
- автомобильные;
- тракторные;
- конные.

Автомобильные лесовозные дороги строятся по упрощённой схеме: вырубаются деревья на трассе, выкорчёвываются пни, поверхность грунта выравнивается бульдозером. При необходимости дорога планиру́ется грейдером. В некоторых случаях путь выстилается стволами деревьев, а сверху засыпается грунтом, песком, гравием и т. д.
После окончания лесоразработок дорога может больше не использоваться в хозяйственных целях или используется случайно — грибниками, охотниками, рыбаками, сборщиками даров тайги[стиль]. Неиспользуемая дорога через несколько лет зарастает.
В 70-х гг. XX века в СССР 70—75 % заготовляемой древесины вывозилось по автомобильным дорогам, 20—25 % по рельсовым и около 5 % по остальным видам дорог (в основном по тракторным). Зимой для вывозки леса из труднодоступной местности используют зимники.

## Галерея
| - Слайды - Лесовозная дорога в Архангельской области. - Лесовозная дорога в Приморском крае (Ольгинский район). |